# Christian Gaudin (monteur)
Pour les articles homonymes, voir Christian Gaudin.
Christian Gaudin est un monteur français, actif dans le cinéma entre les années 1930 et les années 1970.

## Filmographie
- 1937 : Nostalgie, de Victor Tourjansky
- 1938 : L'Affaire Lafarge, de Pierre Chenal
- 1938 : Le Train pour Venise, d'André Berthomieu
- 1939 : Tourbillon de Paris, de Henri Diamant-Berger
- 1940 : Sur le plancher des vaches, de Pierre-Jean Ducis
- 1941 : Le Club des soupirants, de Maurice Gleize
- 1942 : Mam'zelle Bonaparte, de Maurice Tourneur
- 1942 : L'assassin habite au 21, d'Henri-Georges Clouzot
- 1942 : Simplet, de Fernandel et Carlo Rim
- 1943 : La Main du diable, de Maurice Tourneur
- 1943 : Le Val d'enfer, de Maurice Tourneur
- 1943 : Adrien, de Fernandel
- 1944 : La Vie de plaisir, d'Albert Valentin
- 1945 : Les Caves du Majestic, de Richard Pottier
- 1946 : L'Insaisissable Frédéric, de Richard Pottier
- 1948 : Après l'amour de Maurice Tourneur (assistant réalisateur)
- 1948 : Impasse des Deux-Anges de Maurice Tourneur
- 1949 : Les Amants de Vérone, d'André Cayatte
- 1949 : Branquignol, de Robert Dhéry
- 1950 : Justice est faite, d'André Cayatte
- 1951 : Les Joyeux Pèlerins, de Fred Pasquali
- 1951 : Monsieur Fabre, d'Henri Diamant-Berger
- 1952 : L'Homme de ma vie, de Guy Lefranc
- 1952 : Rendez-vous à Grenade, de Richard Pottier
- 1952 : Violettes impériales (Violetas imperiales), de Richard Pottier
- 1953 : Le Boulanger de Valorgue, d'Henri Verneuil
- 1953 : L'Ennemi public numéro un, d'Henri Verneuil
- 1953 : Carnaval (ou Dardamelle) d'Henri Verneuil (assistant réalisateur)
- 1954 : Sang et Lumières (Sangre y luces), de Georges Rouquier et Ricardo Muñoz Suay
- 1954 : Le Mouton à cinq pattes, d'Henri Verneuil
- 1955 : Les Amants du Tage, d'Henri Verneuil
- 1955 : Des gens sans importance, d'Henri Verneuil
- 1955 : Le Printemps, l'automne et l'amour, de Gilles Grangier
- 1955 : Un missionnaire, de Maurice Cloche
- 1956 : Le Couturier de ces dames, de Jean Boyer
- 1956 : La Terreur des dames, de Jean Boyer
- 1956 : Honoré de Marseille, de Maurice Regamey
- 1956 : Sous le ciel de Provence, de Mario Soldati
- 1957 : Le rouge est mis, de Gilles Grangier
- 1957 : Quand vient l'amour, de Maurice Cloche
- 1957 : Mademoiselle et son gang, de Jean Boyer
- 1959 : Délit de fuite, de Bernard Borderie
- 1959 : La Valse du Gorille, de Bernard Borderie
- 1960 : Comment qu'elle est, de Bernard Borderie
- 1960 : Sergent X, de Bernard Borderie
- 1960 : Le Caïd, de Bernard Borderie
- 1960 : Ravissante, de Robert Lamoureux
- 1961 : Les Trois mousquetaires : La vengeance de Milady, de Bernard Borderie
- 1962 : Lemmy pour les dames, de Bernard Borderie
- 1962 : Le Chevalier de Pardaillan, de Bernard Borderie
- 1963 : Fort du fou de Léo Joannon
- 1963 : Constance aux enfers, de François Villiers
- 1963 : À toi de faire... mignonne, de Bernard Borderie
- 1964 : Angélique, marquise des anges, de Bernard Borderie
- 1964 : Hardi ! Pardaillan, de Bernard Borderie
- 1965 : Merveilleuse Angélique, de Bernard Borderie
- 1965 : Compartiment tueurs, de Costa-Gavras
- 1966 : Angélique et le Roy, de Bernard Borderie
- 1967 : Un homme de trop, de Costa-Gavras
- 1967 : Indomptable Angélique, de Bernard Borderie
- 1968 : Angélique et le Sultan, de Bernard Borderie
- 1969 : Du soleil plein les yeux, de Michel Boisrond
- 1972 : À la guerre comme à la guerre de Bernard Borderie
- 1972 : Les Joyeux Lurons de Michel Gérard
- 1974 : Les Vacanciers de Michel Gérard
- 1975 : Jo Gaillard de Christian-Jaque (série) (2 épisodes)